# Defenestrazione di Praga (1948)

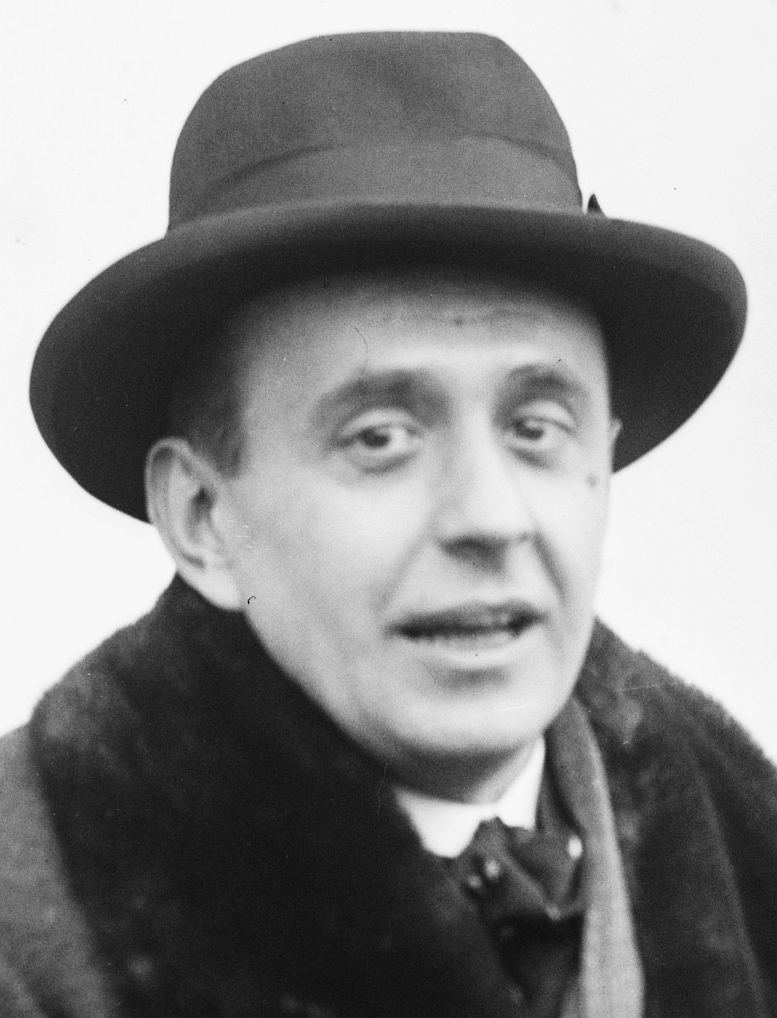
Jan Masaryk

La cosiddetta quarta defenestrazione di Praga, è il nome che viene dato alla morte di Jan Masaryk, ministro degli esteri cecoslovacco, avvenuta il 10 marzo 1948 a Praga.

## Storia
Jan Masaryk, ministro degli esteri cecoslovacco dal 1945, il 10 marzo 1948 venne trovato morto sotto la finestra del bagno del Palazzo Černín, sede del ministero degli esteri a Praga.
Masaryk era l'unico ministro socialista nel governo, dominato dai comunisti, costituito un mese prima e ufficialmente il caso venne archiviato come suicidio.

## Ipotesi di spiegazione
La vicenda viene detta quarta defenestrazione di Praga, per i dubbi collegati al suicidio, che durarono per tutto il periodo a guida comunista della Cecoslovacchia.
Quando questa cessò, un rapporto di polizia di Praga del 2004 concluse, alla luce di un esame necroscopico, che Masaryk era stato lanciato fuori dalla finestra; si trattava di conclusioni apparentemente corroborate nel 2006 dalle rivelazioni di un giornalista russo e da dichiarazioni che avrebbe reso Nicolae Ceaușescu in privato.